# Eriospermum cordiforme
Eriospermum cordiforme är en sparrisväxtart som beskrevs av Terence Macleane Salter. Eriospermum cordiforme ingår i släktet Eriospermum och familjen sparrisväxter. Inga underarter finns listade i Catalogue of Life.